# José Antonio Muñoz Bravo
José Antonio Muñoz Bravo (Sevilla, 7 de juny de 1967) és un exfutbolista andalús, que ocupava la posició de defensa.

## Trajectòria
Debuta a primera divisió el 30 de setembre de 1990, en un derbi entre el seu equip, el Reial Betis i el Sevilla FC, que finalitza amb 3 gols a 0 per als sevillistes. Al llarg de la temporada, el defensa només hi apareixeria en una altra ocasió.